# Campeonato Europeu de Ginástica Rítmica de 2024
O Campeonato Europeu de Ginástica Rítmica de 2024 é a 40ª edição do Campeonato Europeu de Ginástica Rítmica. A competição foi realizada de 22 a 26 de maio de 2024 na Papp László Sportaréna em Budapeste, Hungria. Foi o evento de qualificação final para os Jogos Olímpicos de Verão de 2024.
Para 2024, o evento também funcionou como o Campeonato de Ginástica Rítmica da Oceania, com as ginastas da Austrália e da Nova Zelândia sendo classificadas e se classificando para as Olimpíadas separadamente das competidoras europeias. A vaga individual na Oceania foi para Alexandra Kiroi-Bogatyreva, da Austrália, que por pouco perdeu a vaga olímpica da Oceania de 2021 em meio à polêmica com os procedimentos da competição.
Fanni Pigniczki, da Hungria, tornou-se a primeira ginasta rítmica húngara na história do Campeonato Europeu a ganhar uma medalha de qualquer cor na prova individual, ao conquistar a medalha de prata na final do aparelho bola. Liliana Lewińska conquistou a primeira medalha europeia da Polônia a nível sênior com a sua medalha de prata nas maças, tendo anteriormente conquistado as primeiras medalhas europeias para a Polônia no Campeonato Europeu Juvenil de 2022.
O prêmio SmartScoring Shooting Star foi entregue à californiana Emily Beznos, representando a Moldávia. Beznos foi aceita na Universidade da Califórnia em Los Angeles aos 14 anos em 2020. Ela se formou aos 16 anos com bacharelado em Ciências Cognitivas, tornando-se uma das mais jovens graduadas na história da universidade em 2022.

## Países participantes
- Albânia
- Alemanha
- Andorra
- Armênia
- Áustria
- Azerbaijão
- Bélgica
- Bulgária
- Chéquia
- Chipre
- Croácia
- Eslováquia
- Eslovênia
- Espanha
- Estónia
- Finlândia
- França
- Geórgia
- Grã-Bretanha
- Grécia
- Hungria
- Israel
- Itália
- Letónia
- Lituânia
- Luxemburgo
- Macedônia do Norte
- Moldávia
- Montenegro
- Noruega
- Países Baixos
- Polónia
- Portugal
- Roménia
- San Marino
- Sérvia
- Suíça
- Suécia
- Turquia
- Ucrânia

Atualizado em 8 de maio de 2024.

## Calendário de competição
- Quarta-feira, 22 de maio
  - 09:00 – 11:00 Conjunto A - Qualificatórias individuais e final por equipes juvenil (Arco, Bola, Maças, Fita)
  - 11:15 – 13:15 Conjunto B - Qualificatórias individuais e final por equipes juvenil (Arco, Bola, Maças, Fita)
  - 11:15 – 16:15 Conjunto C - Qualificatórias individuais e final por equipes juvenil (Arco, Bola, Maças, Fita)
  - 16:30 – 18:30 Conjunto D - Qualificatórias individuais e final por equipes juvenil (Arco, Bola, Maças, Fita)
  - 18:30 – 18:45 Cerimônia de premiação - Equipes juvenis
- Quinta-feira, 23 de maio
  - 09:00 – 11:00 Conjunto A - Qualificatórias individuais sênior (Arco e Bola)
  - 11:15 – 13:15 Conjunto B - Qualificatórias individuais sênior (Arco e Bola)
  - 14:15 – 16:15 Conjunto C - Qualificatórias individuais sênior (Arco e Bola)
  - 16:30 – 18:30 Conjunto D - Qualificatórias individuais sênior (Arco e Bola)
  - 19:55 - 20:55 Finais individuais por aparelhos juvenil (Arco e Bola)
  - 21:05 - 22:05 Finais individuais por aparelhos juvenil (Maças e Fita)
- Sexta-feira, 24 de maio
  - 09:00 – 11:00 Conjunto C - Qualificatórias individuais sênior (Maças e Fita)
  - 11:15 – 13:15 Conjunto D - Qualificatórias individuais sênior (Maças e Fita)
  - 14:15 – 16:15 Conjunto A - Qualificatórias individuais sênior (Maças e Fita)
  - 16:15 - 16:45 Cerimônia de abertura
  - 18:00 – 20:00 Set B Qualificatórias individuais sênior (Maças e Fita)
- Sábado, 25 de maio
  - 10:00 – 13:10 Final individual geral sênior - Conjunto B
  - 14:20 – 17:20 Final individual geral sênior - Conjunto A
  - 17:20 – 17:30 Cerimônia de premiação - Individual geral sênior
  - 17:45 – 19:45 Grupos sênior (5 arcos e 3 fitas + 2 bolas – Conjunto A)
  - 20:00 – 22:00 Grupos sênior (5 arcos e 3 fitas + 2 bolas – Conjunto B)
  - 22:00 – 22:30 Cerimônia de premiação - Grupos sênior geral e equipes (Individuais sênior e Grupos sênior)
- Domingo, 26 de maio
  - 10:10 – 11:10 Finais individuais por aparelhos sênior (Arco e Bola)
  - 11:20 – 12:20 Finais individuais por aparelhos sênior (Maças e Fita)
  - 12:250 – 12:35 Cerimônia de premiação - Aparelhos individuais sênior
  - 12:35 - 12:40 Prêmio Ginasta do Ano
  - 13:45 – 14:25 Final grupos sênior (5 Arcos)
  - 14:35 – 15:15 Final grupos sênior (3 Fitas e 2 Bolas)
  - 15:15 - 15:25 Prêmio SmartScoring Shooting Star
  - 15:25 – 15:40 Cerimônia de premiação - Aparelhos grupos sênior
  - 16:00 - 16:45 Cerimônia de encerramento e Gala

Fonte:

## Medalhistas

### Sênior
| Evento            | Ouro | Prata | Bronze |
| ----------------- | --- | --- | --- |
| Equipes           | | | |
| Equipes           | Bulgária · Individual · Boryana Kaleyn · Elvira Krasnobaeva · Stiliana Nikolova · Grupo · Sofia Ivanova · Magdalina Minevska · Kamelia Petrova · Rachel Stoyanov · Margarita Vasileva | Itália · Individual · Milena Baldassarri · Tara Dragas · Sofia Raffaeli · Grupo · Martina Centofanti · Agnese Duranti · Alessia Maurelli · Daniela Mogurean · Laura Paris · Alessia Russo | Israel · Individual · Daria Atamanov · Daniela Munits · Grupo · Shani Bakanov · Adar Friedmann · Romi Paritzki · Ofir Shaham · Diana Svertsov |
| Individual        | | | |
| Geral             | Stiliana Nikolova · Bulgária | Sofia Raffaeli · Itália | Darja Varfolomeev · Alemanha |
| Arco              | Boryana Kaleyn · Bulgária | Stiliana Nikolova · Bulgária | Taisiia Onofriichuk · Ucrânia |
| Bola              | Sofia Raffaeli · Itália | Fanni Pigniczki · Hungria | Daniela Munits · Israel |
| Maças             | Daniela Munits · Israel | Liliana Lewinska · Polónia | Boryana Kaleyn · Bulgária |
| Fita              | Darja Varfolomeev · Alemanha | Sofia Raffaeli · Itália | Elvira Krasnobaeva · Bulgária |
| Grupo             | | | |
| Geral             | Bulgária · Sofia Ivanova · Magdalina Minevska · Kamelia Petrova · Rachel Stoyanov · Margarita Vasileva                                                                                | Itália · Martina Centofanti · Agnese Duranti · Alessia Maurelli · Daniela Mogurean · Laura Paris · Alessia Russo                                                                          | Espanha · Ana Arnau · Inés Bergua · Mireia Martínez · Patricia Pérez · Salma Solaun                                                           |
| 5 arcos           | Itália · Martina Centofanti · Agnese Duranti · Alessia Maurelli · Daniela Mogurean · Laura Paris · Alessia Russo*                                                                     | Espanha · Ana Arnau · Inés Bergua · Mireia Martínez · Patricia Pérez · Salma Solaun | Israel · Shani Bakanov · Adar Friedmann · Romi Paritzki · Ofir Shaham · Diana Svertsov                                                        |
| 3 fitas + 2 bolas | Espanha · Ana Arnau · Inés Bergua · Mireia Martínez · Patricia Pérez · Salma Solaun                                                                                                   | Israel · Shani Bakanov · Adar Friedmann · Romi Paritzki · Ofir Shaham · Diana Svertsov | Ucrânia · Diana Baieva · Alina Melnyk · Valeriia Peremeta · Kira Shyrykina · Mariia Vysochanska                                               |

### Juvenil
| Evento     | Ouro                                 | Prata                                              | Bronze                                                                                   |
| ---------- | ------------------------------------ | -------------------------------------------------- | ---------------------------------------------------------------------------------------- |
| Equipes    |                                      |                                                    |                                                                                          |
| Equipes    | Roménia · Amalia Lică · Lisa Garac · | Israel · Alona Tal Franco · Meital Maayam Sumkin · | Azerbaijão · Ilaha Bahadirova · Shams Aghahuseynova · Fidan Gurbanli · Govhar Ibrahimova |
| Individual |                                      |                                                    |                                                                                          |
| Arco       | Amalia Lică · Roménia                | Alona Tal Franco · Israel                          | Olivia Maslov · Polónia                                                                  |
| Bola       | Meital Maayam Sumkin · Israel        | Anna Piergentili · Itália                          | Magdalena Valkova · Bulgária                                                             |
| Maças      | Amalia Lică · Roménia                | Alja Ponikvar · Eslovénia                          | Alona Tal Franco · Israel                                                                |
| Fita       | Amalia Lică · Roménia                | Dara Malinova · Bulgária                           | Barbare Kajaia · Geórgia                                                                 |

* ginasta reserva

## Quadro de medalhas
*   país anfitrião (Hungria)
| Pos.                | País                | Ouro | Prata | Bronze | Total |
| ------------------- | ------------------- | ---- | ----- | ------ | ----- |
| 1                   | Bulgária            | 4    | 2     | 3      | 9     |
| 2                   | Roménia             | 4    | 0     | 0      | 4     |
| 3                   | Itália              | 2    | 5     | 0      | 7     |
| 4                   | Israel              | 2    | 3     | 4      | 9     |
| 5                   | Espanha             | 1    | 1     | 1      | 3     |
| 6                   | Alemanha            | 1    | 0     | 1      | 2     |
| 7                   | Polónia             | 0    | 1     | 1      | 2     |
| 8                   | Eslovénia           | 0    | 1     | 0      | 1     |
| 8                   | Hungria             | 0    | 1     | 0      | 1     |
| 10                  | Ucrânia             | 0    | 0     | 2      | 2     |
| 11                  | Azerbaijão          | 0    | 0     | 1      | 1     |
| 11                  | Geórgia             | 0    | 0     | 1      | 1     |
| Total (12 entradas) | Total (12 entradas) | 14   | 14    | 14     | 42    |

## Resultados

### Sênior

#### Equipes
| Pos. | Nação        |        |        |        |        | 5      | 3 + 2  | Total   |
| ---- | ------------ | ------ | ------ | ------ | ------ | ------ | ------ | ------- |
| 1    | Bulgária     | 72.500 | 63.550 | 67.800 | 65.300 | 39.150 | 34.850 | 343.150 |
| 2    | Itália       | 68.400 | 67.750 | 66.450 | 64.750 | 38.900 | 32.300 | 338.550 |
| 3    | Israel       | 70.650 | 66.200 | 63.500 | 64.100 | 38.150 | 31.900 | 334.500 |
| 4    | Alemanha     | 66.900 | 67.950 | 66.250 | 64.400 | 35.800 | 32.200 | 333.500 |
| 5    | Espanha      | 67.200 | 64.600 | 61.100 | 62.950 | 36.750 | 34.450 | 327.050 |
| 6    | Hungria      | 65.650 | 65.400 | 63.100 | 63.100 | 33.250 | 31.200 | 321.700 |
| 7    | Polónia      | 65.350 | 62.550 | 62.200 | 62.200 | 35.300 | 32.600 | 320.200 |
| 8    | Ucrânia      | 67.750 | 62.000 | 58.600 | 62.300 | 35.750 | 33.500 | 319.900 |
| 9    | Azerbaijão   | 62.750 | 63.400 | 61.400 | 54.000 | 37.050 | 33.150 | 311.750 |
| 10   | França       | 60.900 | 58.450 | 60.200 | 59.100 | 33.100 | 28.550 | 302.650 |
| 11   | Turquia      | 61.150 | 61.550 | 60.250 | 53.300 | 36.450 | 27.550 | 297.900 |
| 12   | Grécia       | 59.850 | 55.650 | 56.850 | 51.450 | 34.600 | 29.800 | 288.200 |
| 13   | Roménia      | 61.050 | 59.800 | 61.800 | 54.950 | 24.400 | 25.800 | 287.800 |
| 14   | Finlândia    | 60.850 | 61.200 | 60.650 | 52.350 | 26.600 | 20.050 | 281.700 |
| 15   | Geórgia      | 60.850 | 56.450 | 53.750 | 56.500 | 29.400 | 23.000 | 279.950 |
| 16   | Portugal     | 55.450 | 54.650 | 58.250 | 52.000 | 27.050 | 26.200 | 273.600 |
| 17   | Noruega      | 58.600 | 57.400 | 56.600 | 54.350 | 23.250 | 20.450 | 270.650 |
| 18   | Grã-Bretanha | 59.150 | 55.300 | 55.000 | 55.600 | 23.900 | 18.300 | 267.250 |
| 19   | Sérvia       | 55.000 | 54.550 | 53.100 | 51.450 | 25.900 | 18.750 | 258.750 |

#### Individual geral
| Pos. | Ginasta             | Nação      |             |             |             |             | Total   |
| ---- | ------------------- | ---------- | ----------- | ----------- | ----------- | ----------- | ------- |
| 1    | Stiliana Nikolova   | Bulgária   | 35.700 (3)  | 37.200 (1)  | 36.050 (1)  | 34.800 (1)  | 143.750 |
| 2    | Sofia Raffaeli      | Itália     | 36.300 (1)  | 35.500 (3)  | 34.000 (4)  | 33.950 (2)  | 139.750 |
| 3    | Darja Varfolomeev   | Alemanha   | 35.500 (4)  | 36.600 (2)  | 35.100 (2)  | 31.250      | 138.450 |
| 4    | Boryana Kaleyn      | Bulgária   | 34.150 (9)  | 33.300 (10) | 34.300 (3)  | 33.800 (3)  | 135.550 |
| 5    | Daniela Munits      | Israel     | 34.600 (6)  | 33.900 (6)  | 33.300 (6)  | 32.500 (6)  | 134.300 |
| 6    | Milena Baldassarri  | Itália     | 34.750 (5)  | 33.300 (10) | 33.150 (8)  | 32.800 (5)  | 134.000 |
| 7    | Margarita Kolosov   | Alemanha   | 33.500      | 34.200 (5)  | 33.300 (6)  | 32.400 (8)  | 133.400 |
| 8    | Fanni Pigniczki     | Hungria    | 32.850      | 34.700 (4)  | 31.950      | 32.500 (7)  | 132.000 |
| 9    | Taisiia Onofriichuk | Ucrânia    | 31.150      | 33.700 (7)  | 33.700 (5)  | 33.000 (4)  | 131.550 |
| 10   | Liliana Lewinska    | Polónia    | 34.350 (8)  | 31.850      | 32.600 (9)  | 32.000 (10) | 130.800 |
| 11   | Ekaterina Vedeneeva | Eslovênia  | 33.450      | 33.650 (8)  | 31.800      | 31.100      | 130.000 |
| 12   | Hanna Panna Wiesner | Hungria    | 33.700 (10) | 32.150      | 32.350      | 30.850      | 129.050 |
| 13   | Polina Berezina     | Espanha    | 34.400 (7)  | 33.100      | 30.350      | 31.100      | 128.950 |
| 14   | Alba Bautista       | Espanha    | 32.500      | 33.450 (9)  | 30.900      | 32.050 (9)  | 128.900 |
| 15   | Hélène Karbanov     | França     | 33.400      | 33.450 (9)  | 30.850      | 31.050      | 128.750 |
| 16   | Vera Tugolukova     | Chipre     | 31.700      | 32.900      | 32.400 (10) | 31.550      | 128.550 |
| 17   | Zohra Aghamirova    | Azerbaijão | 32.500      | 32.750      | 31.600      | 30.600      | 127.450 |
| 18   | Emilia Heichel      | Polónia    | 33.650      | 30.650      | 31.400      | 30.750      | 126.450 |
| 19   | Daria Atamanov      | Israel     | 35.750 (2)  | 29.700      | 29.600      | 30.650      | 125.700 |
| 20   | Hatice Gokce Emir   | Turquia    | 28.100      | 32.350      | 31.400      | 29.450      | 121.300 |
| 21   | Annaliese Dragan    | Roménia    | 30.550      | 28.900      | 32.400 (10) | 29.200      | 121.050 |
| 22   | Anastasia Rogozhina | Finlândia  | 30.800      | 30.400      | 30.800      | 28.900      | 120.900 |
| 23   | Anette Vaher        | Estónia    | 29.350      | 29.550      | 30.350      | 30.500      | 119.750 |
| 24   | Maria Avgousti      | Chipre     | 29.850      | 28.300      | 28.050      | 26.750      | 112.950 |

#### Arco
| Pos. | Ginasta             | Nação     | Nota D | Nota E | Nota A | Pen.  | Total  |
| ---- | ------------------- | --------- | ------ | ------ | ------ | ----- | ------ |
| 1    | Boryana Kaleyn      | Bulgária  | 18.5   | 8.300  | 8.500  | 0.050 | 35.250 |
| 2    | Stiliana Nikolova   | Bulgária  | 18.1   | 8.400  | 8.450  |       | 34.950 |
| 3    | Taisiia Onofriichuk | Ucrânia   | 19.1   | 7.700  | 8.100  |       | 34.900 |
| 4    | Alba Bautista       | Espanha   | 18.1   | 8.250  | 8.250  |       | 34.600 |
| 5    | Ekaterina Vedeneeva | Eslovênia | 16.8   | 8.150  | 8.250  |       | 33.200 |
| 6    | Daniela Munits      | Israel    | 16.3   | 8.150  | 8.100  |       | 32.550 |
| 7    | Daria Atamanov      | Israel    | 16.1   | 7.200  | 8.050  |       | 31.350 |
| 8    | Sofia Raffaeli      | Itália    | 16.7   | 6.550  | 7.800  | 0.600 | 30.450 |

#### Bola
| Pos. | Ginasta             | Nação    | Nota D | Nota E | Nota A | Pen. | Total  |
| ---- | ------------------- | -------- | ------ | ------ | ------ | ---- | ------ |
| 1    | Sofia Raffaeli      | Itália   | 18.4   | 8.450  | 8.500  |      | 35.350 |
| 2    | Fanni Pigniczki     | Hungria  | 18.4   | 8.150  | 8.300  |      | 34.850 |
| 3    | Daniela Munits      | Israel   | 17.6   | 8.400  | 8.250  |      | 34.250 |
| 4    | Darja Varfolomeev   | Alemanha | 17.8   | 7.850  | 8.350  |      | 34.000 |
| 5    | Stiliana Nikolova   | Bulgária | 16.9   | 8.200  | 8.450  |      | 33.550 |
| 6    | Alba Bautista       | Espanha  | 16.7   | 7.850  | 8.200  |      | 32.750 |
| 7    | Vera Tugolukova     | Chipre   | 16.6   | 7.200  | 8.000  |      | 31.800 |
| 8    | Taisiia Onofriichuk | Ucrânia  | 15.2   | 7.300  | 8.100  |      | 30.600 |

#### Maças
| Pos. | Ginasta            | Nação    | Nota D | Nota E | Nota A | Pen.  | Total  |
| ---- | ------------------ | -------- | ------ | ------ | ------ | ----- | ------ |
| 1    | Daniela Munits     | Israel   | 17.1   | 8.150  | 8.150  |       | 33.400 |
| 2    | Liliana Lewinska   | Polónia  | 16.2   | 8.200  | 8.550  |       | 32.950 |
| 3    | Boryana Kaleyn     | Bulgária | 16.6   | 8.000  | 8.200  |       | 32.900 |
| 4    | Vera Tugolukova    | Chipre   | 16.7   | 7.650  | 7.950  |       | 32.300 |
| 5    | Milena Baldassarri | Itália   | 16.2   | 7.800  | 8.200  |       | 32.200 |
| 6    | Sofia Raffaeli     | Itália   | 16.0   | 7.500  | 8.250  |       | 31.750 |
| 7    | Elvira Krasnobaeva | Bulgária | 16.0   | 7.350  | 7.850  | 0.300 | 30.900 |
| 8    | Margarita Kolosov  | Alemanha | 15.5   | 7.150  | 7.900  |       | 30.550 |

#### Fita
| Pos. | Ginasta             | Nação    | Nota D | Nota E | Nota A | Pen. | Total  |
| ---- | ------------------- | -------- | ------ | ------ | ------ | ---- | ------ |
| 1    | Darja Varfolomeev   | Alemanha | 17.3   | 8.600  | 8.500  |      | 34.400 |
| 2    | Sofia Raffaeli      | Itália   | 17.1   | 8.350  | 8.500  |      | 33.950 |
| 3    | Elvira Krasnobaeva  | Bulgária | 16.8   | 8.350  | 8.550  |      | 33.700 |
| 4    | Stiliana Nikolova   | Bulgária | 16.6   | 8.400  | 8.500  |      | 33.500 |
| 5    | Fanni Pigniczki     | Hungria  | 16.8   | 8.050  | 8.300  |      | 33.150 |
| 6    | Taisiia Onofriichuk | Ucrânia  | 16.5   | 8.200  | 8.350  |      | 33.050 |
| 7    | Alba Bautista       | Espanha  | 15.2   | 7.450  | 8.000  |      | 30.650 |
| 8    | Daria Atamanov      | Israel   | 14.1   | 7.600  | 8.200  |      | 29.900 |

#### Grupo geral
| Pos. | Nação        | 5      | 3 + 2  | Total  |
| ---- | ------------ | ------ | ------ | ------ |
| 1    | Bulgária     | 39.150 | 34.850 | 74.000 |
| 2    | Itália       | 38.900 | 32.300 | 71.200 |
| 3    | Espanha      | 36.750 | 34.450 | 71.200 |
| 4    | Azerbaijão   | 37.050 | 33.150 | 70.200 |
| 5    | Israel       | 38.150 | 31.900 | 70.050 |
| 6    | Ucrânia      | 35.750 | 33.500 | 69.250 |
| 7    | Alemanha     | 35.800 | 32.200 | 68.000 |
| 8    | Polónia      | 35.300 | 32.600 | 67.900 |
| 9    | Hungria      | 33.250 | 31.200 | 64.450 |
| 10   | Grécia       | 34.600 | 29.800 | 64.400 |
| 11   | França       | 33.100 | 28.550 | 61.650 |
| 12   | Turquia      | 36.450 | 27.550 | 64.000 |
| 13   | Portugal     | 27.050 | 26.200 | 53.250 |
| 14   | Geórgia      | 29.400 | 23.000 | 52.400 |
| 15   | Roménia      | 24.400 | 25.800 | 50.200 |
| 16   | Finlândia    | 26.600 | 20.050 | 46.650 |
| 17   | Sérvia       | 25.900 | 18.750 | 44.650 |
| 18   | Noruega      | 23.250 | 20.450 | 43.700 |
| 19   | Grã-Bretanha | 23.900 | 18.300 | 42.200 |

#### 5 arcos
| Pos. | Nação      | Nota D | Nota E | Nota A | Pen.  | Total  |
| ---- | ---------- | ------ | ------ | ------ | ----- | ------ |
| 1    | Itália     | 22.5   | 8.200  | 8.650  |       | 39.350 |
| 2    | Espanha    | 22.3   | 8.000  | 8.450  |       | 38.750 |
| 3    | Israel     | 21.8   | 8.350  | 8.500  |       | 38.650 |
| 4    | Bulgária   | 21.3   | 8.050  | 8.600  |       | 37.950 |
| 5    | Ucrânia    | 21.5   | 8.100  | 8.250  |       | 37.850 |
| 6    | Azerbaijão | 20.4   | 7.900  | 8.300  |       | 36.600 |
| 7    | Alemanha   | 20.5   | 7.650  | 7.950  | 0.350 | 35.750 |
| 8    | França     | 20.2   | 6.700  | 7.950  |       | 34.850 |

#### 3 fitas + 2 bolas
| Pos. | Nação      | Nota D | Nota E | Nota A | Pen.  | Total  |
| ---- | ---------- | ------ | ------ | ------ | ----- | ------ |
| 1    | Espanha    | 18.8   | 7.650  | 8.250  |       | 34.700 |
| 2    | Israel     | 18.7   | 7.500  | 8.350  | 0.050 | 34.500 |
| 3    | Ucrânia    | 18.4   | 7.200  | 8.300  |       | 33.900 |
| 4    | Azerbaijão | 17.4   | 7.650  | 8.300  |       | 33.350 |
| 5    | Polónia    | 17.4   | 7.050  | 8.000  | 0.300 | 32.150 |
| 6    | Alemanha   | 17.3   | 6.900  | 7.950  |       | 32.150 |
| 7    | Itália     | 16.9   | 7.150  | 8.050  |       | 32.100 |
| 8    | Bulgária   | 16.1   | 5.500  | 7.600  | 0.600 | 28.600 |

### Juvenil

#### Equipes
| Pos. | Nação         |        |        |        |        | Total   |
| ---- | ------------- | ------ | ------ | ------ | ------ | ------- |
| 1    | Roménia       | 32.650 | 29.750 | 31.000 | 31.700 | 125.100 |
| 2    | Israel        | 29.950 | 30.250 | 31.500 | 32.050 | 123.750 |
| 3    | Azerbaijão    | 30.050 | 29.850 | 28.500 | 29.000 | 117.400 |
| 4    | Bulgária      | 31.650 | 29.000 | 26.800 | 29.850 | 117.300 |
| 5    | Itália        | 28.050 | 30.150 | 28.350 | 27.200 | 113.750 |
| 6    | Estónia       | 28.800 | 28.350 | 28.650 | 27.550 | 113.350 |
| 7    | Hungria       | 30.200 | 28.500 | 27.550 | 26.950 | 113.200 |
| 8    | Eslovênia     | 29.650 | 29.200 | 28.800 | 25.400 | 113.050 |
| 9    | Polónia       | 30.650 | 25.900 | 27.650 | 27.600 | 111.800 |
| 10   | Turquia       | 28.350 | 28.400 | 27.450 | 26.250 | 110.450 |
| 11   | Ucrânia       | 30.050 | 27.550 | 28.600 | 23.950 | 110.150 |
| 12   | Alemanha      | 28.000 | 27.350 | 28.350 | 25.600 | 109.300 |
| 13   | Chipre        | 28.550 | 27.300 | 26.800 | 26.600 | 109.250 |
| 14   | França        | 26.550 | 28.300 | 26.500 | 26.500 | 107.850 |
| 15   | Espanha       | 29.700 | 27.450 | 26.050 | 23.450 | 106.650 |
| 16   | Lituânia      | 27.050 | 26.100 | 25.250 | 27.550 | 105.950 |
| 17   | Finlândia     | 26.500 | 26.350 | 28.000 | 25.100 | 105.950 |
| 18   | Moldávia      | 27.450 | 28.150 | 24.600 | 25.600 | 105.800 |
| 19   | Geórgia       | 27.550 | 22.050 | 26.700 | 28.600 | 104.900 |
| 20   | Letónia       | 30.100 | 22.750 | 29.250 | 21.150 | 103.250 |
| 21   | Bélgica       | 26.550 | 26.350 | 26.050 | 24.250 | 103.200 |
| 22   | Grécia        | 25.600 | 23.900 | 26.800 | 25.350 | 101.650 |
| 23   | Eslováquia    | 27.050 | 24.650 | 24.650 | 25.050 | 101.400 |
| 24   | Chéquia       | 25.250 | 25.550 | 25.300 | 25.050 | 101.150 |
| 25   | Suíça         | 25.450 | 24.100 | 26.500 | 24.150 | 100.200 |
| 26   | Portugal      | 26.500 | 22.950 | 24.950 | 24.050 | 98.450  |
| 27   | San Marino    | 26.150 | 23.300 | 22.450 | 23.200 | 95.100  |
| 28   | Luxemburgo    | 24.100 | 25.700 | 23.050 | 22.200 | 95.050  |
| 29   | Croácia       | 25.450 | 23.700 | 22.950 | 22.850 | 94.950  |
| 30   | Sérvia        | 22.700 | 26.250 | 24.250 | 21.750 | 94.950  |
| 31   | Noruega       | 26.500 | 23.900 | 23.950 | 20.300 | 94.650  |
| 32   | Áustria       | 23.950 | 24.150 | 24.000 | 22.150 | 94.250  |
| 33   | Montenegro    | 21.750 | 22.500 | 23.550 | 22.500 | 90.650  |
| 34   | Países Baixos | 21.750 | 22.500 | 20.050 | 22.950 | 89.300  |
| 35   | Armênia       | 19.450 | 25.000 | 20.050 | 22.950 | 87.450  |
| 36   | Andorra       | 23.000 | 20.700 | 21.100 | 17.100 | 81.900  |

## Controvérsias
No final da fase de qualificação individual, Vera Tugolukova, em representação de Chipre, estava em posição de conquistar a quota olímpica europeia, à frente de Liliana Lewińska, da Polônia. No entanto, antes que a atribuição da vaga fosse oficialmente confirmada, a Federação Polonesa de Ginástica alegou que o julgamento era corrupto e que as pontuações de Lewińska foram reduzidas, impedindo-a de ganhar a vaga olímpica. O presidente da Federação Polonesa de Ginástica anunciou a intenção de protestar contra os resultados.